# HD 107860
HD 107860，又名CD-38 7701，SAO 203424、HR 4714，是一颗恒星，视星等为5.79，位于銀經297.06，銀緯23.64，其B1900.0坐标为赤經12h 18m 28s，赤緯-38° 23.64′ 23″。